# Nalandil Hanım
Nalândil Hanım (en turco otomano: نالان دل خانم‎;  " ruiseñor amado " o " corazón honesto y sincero "; Anapa, 1823 - c. 1823
, Estambul), también conocida como Nalanydil Kadın, fue una de las veintiséis consortes del sultán otomano Abdülmecit I, exactamente la decimocuarta.

## Primeros Años
Supuestamente nació en 1829, pero otra fecha a la cual se le acude su nacimiento es en 1823, según el escritor de memorias turco Harun Achba, nació en el territorio de Anapa en la familia del príncipe Çıpakue Natıkhu Bey. Tenía una hermana, Terbiye Hanımefendi, que se desempeñó como tesorera en el harén del sultán.
Fue llevada a una edad temprana a Constantinopla, donde su padre la confió al harén imperial. Según la costumbre de la corte otomana, su nombre de nacimiento fue cambiado a Nalanndil.

## Vida en el Harén
Nalandil se convirtió en la esposa de Abdulmejid I en 1850. El día que fue presentada al sultán, vestía un vestido de "cuatro faldas", que, a la moda de la época, descendía hasta el suelo, un cinturón adornado con rubíes en la cintura y una diadema roja. Cuando Abdülmecit vio a la niña, le gustó mucho, ya los pocos días la convirtió en su esposa. Según Achba, Nalandil ostentaba el título del tercer ikbal. Sin embargo, Sakaoglu y el historiador turco Chagatay Uluchay escriben que en el momento del nacimiento de los niños, ella ostentaba el título de la segunda ikbal, y cuando Bezmiara Hanim recibió el título de esposa (Kadinefendi), la propia Nalandil se convirtió en la ikbal principal.
Hacia fines de 1852 se le denominó "Tercera Afortunada" y en 1853 "Segunda Afortunada". Un año después del matrimonio, el 12 de diciembre de 1851, en el palacio de Chiragan, Nalandil dio a luz a una hija, Seniha Sultan, y el 20 de marzo de 1853, dio a luz a su segundo hijo, Şehzade Mehmed Abdülsamed. En 1854, se le dio el título de "Primera Afortunada". El 2 de marzo de 1855, dio a luz a su tercer hijo, una niña, Şehime Sultan, en el Antiguo Palacio de Beylerbeyi.

## Muerte y Entierro
Después de la muerte de Abdülmecit en 1861, Nalanndil se instaló en el Palacio Feriye, murió de tuberculosis, después de un largo tratamiento por parte de Kasbano Bey, armenio de nacimiento y miembro del Majlis. La fecha de la muerte de Nalandil difiere en varias fuentes: Achba indica el 23 de octubre de 1863, Surrey en 1865, Alderson, refiriéndose al " Almanaque gótico "2 de diciembre de 1890''. Sakaoglu, refiriéndose a documentos en los archivos del Museo del Palacio de Topkapı con fecha de 1858-1875, que pueden interpretarse de tal manera que Nalandil no estaba viva en el momento de la boda de su hija Seniha, concluye que ella murió en 1875-1876, y está enterrada en el Mausoleo de las Nuevas Damas, Mezquita Yeni, Constantinopla.Según Achba, el salario que Nalandil había recibido anteriormente se lo pasó a su hija Seniha, después de su fallecimiento.